# رجل الذئب المشابه
رجل الذئب المشابه (الاسم العلمي:Lycopodium simulans) هو نوع من النباتات يتبع جنس رجل الذئب من فصيلة الرجل الذئبية.